# Centres commerciaux de Gaza
La ville de Gaza possède trois centres commerciaux. Deux centres commerciaux ouverts à partir de 2010 à la suite de l'assouplissement du blocus de la bande de Gaza consenti à la suite du raid israélien contre une flottille d'aide humanitaire en mai 2010. Le premier est ouvert en juillet 2010 et situé dans le quartier de Rimal. Le second est ouvert en juillet 2011, place Haidar Abdel Shafi,. L'ouverture de ces deux centres commerciaux a alimenté depuis 2010 une controverse israélo-palestinienne sur les conditions du blocus. Le troisième est ouvert en 2017.

## Central commercial de Rimal
Il est situé à Rimal, quartier en bord de mer au nord de Gaza.

### Description
Il s'agit du réaménagement d'un bâtiment datant de vingt ans, entièrement climatisé, d'une surface d'environ 1 000 mètres carrés répartis sur deux niveaux.
On y trouvait, lors de son ouverture, dix boutiques dont une pharmacie, des magasins de chaussures, de jouets, de vêtements et de fournitures pour bureau ainsi que des salles de prière séparées pour les hommes et les femmes. Un supermarché, un espace de jeux pour les enfants et un restaurant n'étaient pas encore prêts lors de l'inauguration mais ont ouvert plus tard. Pour Katia Clarens dans Une saison à Gaza, il n'y a là « rien de sensationnel, surtout rien qu'on ne trouve pas dans la rue Omar-al-Mokhtar ».
En septembre 2010, le correspondant de La Presse de Montréal note : « C'est un modeste centre commercial comme il en existe des milliers dans le monde arabe: une dizaine de magasins répartis sur deux étages, des enseignes bariolées et des néons en pagaille sur fond de musique d'ambiance. Mais à Gaza, où tout a force de symbole, le Gaza Mall est devenu un enjeu politique dès son ouverture. »
En juillet 2011, un correspondant du webzine Slate.fr écrit : « Ce centre, je l’ai visité en mai dernier. Il n’était ni luxueux, ni animé: c’est une structure de taille modeste, où se répartissent sur deux étages une poignée de boutiques sans rien de chic, où de rares clients viennent acheter des vêtements made in Israël et des articles ménagers de base. »

### Considérations commerciales et financières
Sa construction aurait coûté 1,5 million de dollars.
Selon le journal britannique The Independent, 90 % des produits sont importés d'Israël.
Les magasins sont la propriété de marchands gazaouis et le centre commercial lui-même appartient à un groupe d'investisseurs locaux, même si l'inauguration en était télévisée et que le ministre du travail du Hamas Abu Osama al-Kurd y assistait,. Tous les vendeurs sont des employés du centre commercial et tous les magasins utilisent les mêmes sacs décorés du logo du centre commercial.
L'International Herald Tribune présente les investisseurs comme liés au Hamas. Selon The Independent, beaucoup pensent à Gaza que le Hamas ou, au moins, des hommes d'affaires proches du Hamas sont derrière cette entreprise. Le Hamas nie cela et un des investisseurs, Sarraj Abu Sleem, a déclaré que « le gouvernement soutient ce projet économique mais que son support s'est limité à nous donner une licence d'exploitation». The Independent cite un important homme d'affaires qui pense que le centre commercial est seulement l'une des nouvelles entreprises commerciales du Hamas qui comprennent le Asdar Media Centre, une entreprise qui combine une ferme d'élevage et une compagnie de production de films, le parc de loisirs et le restaurant Al Bustan et le parc aquatique pour enfants Crazy Water Aqua Fun Park. Quant à l'Agence France-Presse, elle rapporte que le directeur du centre commercial, Siraj Abu Selim, dément que le Hamas soit derrière ce projet de 3 millions de dollars. Mais il refuse aussi de donner le nom des propriétaires ou des investisseurs.

## Centre commercial Al Andalousia de la place Haidar Abdel Shafi
Le second centre commercial, inauguré en juillet 2011 s'élève place Haidar Abdel Shafi à l'ouest de la ville de Gaza.

### Description
Plus grand que le centre commercial de Rimal, il couvre 3 000 mètres carrés sur trois niveaux et bénéficie d'escaliers mécaniques importés d'Israël. On y trouve dans quatorze départements, des vêtements de marque, des cosmétiques, des fournitures de bureau, des jouets, des chaussures, des restaurants des jeux d'arcades et même un cinéma, le premier à Gaza,. Certaines boutiques présentent des mannequins de vitrine habillés de minijupes.

### Considérations commerciales et financières
Selon Haaretz, le coût du centre commercial s'élèverait à quatre millions de dollars. Un des principaux investisseurs, Ihab Al-Esawy, affirme que l'inauguration n'aurait jamais pu avoir lieu si la situation à Gaza était restée la même que dans les années passées car les matériaux de construction sont maintenant disponibles. Les tunnels ont permis l'obtention de certains matériaux et produits, d'autres, comme les escaliers mécaniques, viennent d'Israël même si leur acquisition reste difficile bien qu'ils soient sur la liste des produits admissibles.

## Controverse
L'ouverture du centre Rimal a été présentée par le Hamas comme un symbole de la résilience gazaouie malgré le blocus, puis a donné lieu à une déclaration d'un porte parole du ministère israélien des affaires étrangères, selon lequel elle « démentait les plaintes sur la catastrophe humanitaire à Gaza ». La controverse israélo-palestinienne est résumée ainsi par La Presse de Montréal : C'est le « signe, selon les Israéliens, d'une amélioration de la situation économique. Pure propagande, répondent les Palestiniens » Le journal israélien à grand tirage Yediot Aharonot note ironiquement : « Alors que le Hamas demande la levée du blocus, le commerce local semble se porter très bien ». Un éditorial publié par le site israélienYnet fait d'ailleurs le même rapprochement. Mais un homme d'affaires palestinien ajoute : « Oui, l'ouverture de ce centre commercial traduit la volonté des habitants de Gaza de continuer à vivre le plus normalement possible. Mais elle ne marque en rien une reprise de l'économie.». Et Karim Lebhour, auteur de Jours tranquilles à Gaza, d'ajouter : « On ne peut pas parler de crise à Gaza, au sens où les gens ne meurent pas de faim comme dans certains pays d'Afrique. C'est avant tout une crise de la dignité. Les Gazaouis ne peuvent pas sortir librement. Ils ne maîtrisent ni leurs eaux territoriales, ni leur approvisionnement en électricité ou en carburant. Ce centre commercial ne doit pas faire illusion ».